# Vertentes
Vertentes es un municipio del estado de Pernambuco, Brasil. Tiene un área de 196,325  km² y una población estimada al 2020 de 20.954 habitantes.

## Historia
Fundada como villa de Vertentes el 4 de febrero de 1879 de la comarca de Taquaritinga, tiene el estatus de municipio desde el 11 de septiembre de 1928.